# Colonia los Ocotes
Colonia los Ocotes är en ort i Mexiko.   Den ligger i kommunen Tepoztlán och delstaten Morelos, i den sydöstra delen av landet, 50 km söder om huvudstaden Mexico City. Colonia los Ocotes ligger 1 969 meter över havet och antalet invånare är 193.
Terrängen runt Colonia los Ocotes är varierad, och sluttar söderut. Runt Colonia los Ocotes är det ganska tätbefolkat, med 179 invånare per kvadratkilometer. Närmaste större samhälle är Cuernavaca, 14,7 km sydväst om Colonia los Ocotes. I omgivningarna runt Colonia los Ocotes växer huvudsakligen savannskog.